# 甲子園オートレース場
甲子園オートレース場（こうしえんオートレースじょう）は、かつて兵庫県西宮市に存在していたオートレース場である。

## 概要
極度の売り上げ不振と競馬場との馬場併用に伴う問題等によって僅か2年余りで廃止となった園田オートレース場の移転という形で開設されたオートレース場である。甲子園競輪場に併設され、1953年（昭和28年）3月17日に初開催された。

## 特徴
最大の特徴は、競輪場のバンクを併用するのではなく、内周部に1周350メートルのオートレース専用走路を設けたことである。ただし、この走路はやはりダート走路であり、その点が後に問題ともなった。

## 廃止
1953年3月に初の開催が行われ、以降月6日間開催された。当時の甲子園競輪場では競輪開催については売り上げ好調であったため、その相乗効果が大いに期待されたものの、結果として売り上げは前身である園田オートレース場時代をも下回るほど低調に終わった。
最大の要因は、1周350メートルの短走路にあった。競輪場のバンクの内側に設営した走路の広さの都合上、1級車や2級車が走行できなかったため、非力な3級車や4級車でしかレースを行えず、オートレースの最大の魅力である迫力があまりなかったのが大きく響いた。
その後、オートレース単独開催と競輪との併設開催を織り交ぜて開催を行ったが、ダート走路から跳んだ砂やオイルの影響で競輪場のバンクが荒れるという問題が発生し、競輪場関係者や競輪選手からの不満が噴出した。当時の競輪選手によると、オートレースの開催があればバンク練習ができるのは夕方以降であっただけでなく、その練習前に選手皆で砂をきれいに掃除しなければならず大変であったという。
その後、兵庫県側がオートレースの運営を諦め、阪本勝兵庫県知事（当時）が甲子園オートレース場廃止の方針を打ち出すに至り、結局、開設から僅か2年後の1955年（昭和30年）3月26日をもって廃止された。開催年数は前身である園田オートレース場と同じ年数であった。
ちなみに、オートレース人気を盛り上げるための起爆剤として、当時兵庫県に所属していた女子競輪選手をオートレースにも出走させる構想があったようで、実際に女子選手の中には甲子園競輪場近くの鳴尾浜でオートレースの練習にも取り組んだ者もいたが、選手側からすぐに「止めたい」との声が挙がったため、結局は立ち消えとなっている。

## その後
同場の廃止とほぼ同時に、兵庫県小型自動車競走会も消滅した。これにより、関西圏へのオートレース進出計画は全て失敗に終わり、現在に至るまで「オートレース不毛の地」となっている。
なお、現在は関西圏ではオートレース場は存在しないが、サテライト大阪などの競輪場外車券売場にてオートレースの場外車券も発売している。